# انهيار سقف بيغ ديغ

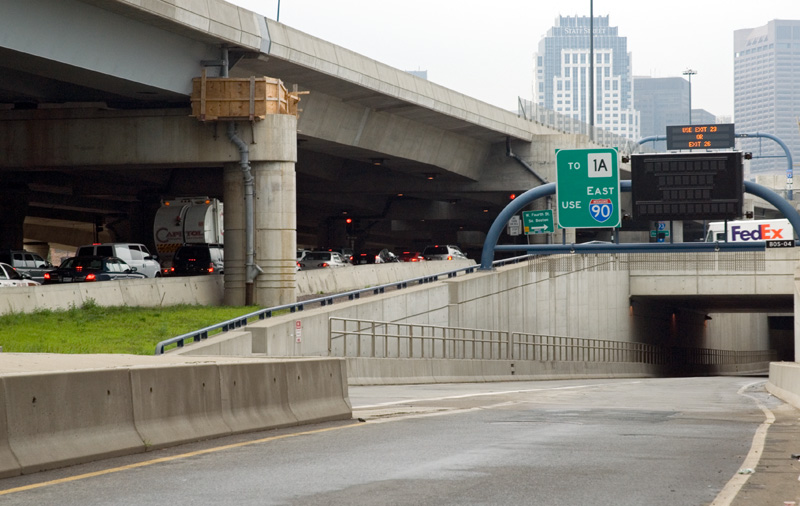

وقع انهيار سقف بيغ ديغ في 10 يوليو 2006، عندما سقطت لوحة سقف خرسانية وحطام بوزن 26 طنًا أمريكيًا (24,000 كغم) وبمساحة 20 في 40 قدم (6.1 في 12.2 م) في نفق قناة فورت بوينت في بوسطن (المتصل بنفق تيد ويليامز). سقطت اللوحة على سيارة كانت تسير على منحدر بمسارين يربط بين خطي آي- 93 شمالًا وآي- 90 شرقًا جنوب بوسطن، ما أسفر عن مقتل راكب وإصابة السائق. تسببت عمليات التحقيق في الانهيار وإصلاحه بإغلاق جزء من مشروع بيغ ديغ لمدة عام كامل تقريبًا، ما أدى إلى إنشاء طرق ثانوية احتياطية لحركة المرور.

## السبب
صُممت الأطراف الشرقية لأنفاق التوصيل المتجه غربًا وشرقًا وشُيّدت بطريقة متماثلة. بُني طرفي النفق قبل إنشاء الجزء الرابط لتعجيل بناء جسر شارع دي. لم تُصمم الأجزاء الطرفية لدمج نظام سقف معلق كالمستخدم في الجزء الرابط.
تزامن انهيار بنية السقف مع حدوث زحف خرساني في الركائز المُضمّنة بالإيبوكسي في بلاطة النفق الخرسانية. تتألف كل نقطة من نقاط التوصيل المتقاطعة في اللوحة من عدة مصاميل فردية مثبتة في بلاطة السقف الخرسانية. أدى فشل مجموعة من الركائز إلى حدوث تفاعل تسلسلي نجم عنه زحف خرساني في مجموعات الربط المجاورة، ما أدى إلى هبوط 26 طنًا من الخرسانة (24,000 كغم) على الطريق.
سبق الكشف عن مشاكل عديدة في نظام المصاميل نفسه والإيبوكسي في نفق تيد ويليامز في تقرير صادر عن مكتب المفتش العام في عام 1998 (ماساتشوستس). لم تكن المصاميل شديدة القصر فحسب، بل أن الإيبوكسي المستخدم للصقها بالخرسانة لم يكن مؤهلًا حسب المعايير. رفضت هيئة الطرق الرئيسية التابعة للإدارة الفيدرالية للطرق السريعة، مستشهدة بالتحقيق الجنائي الجاري، الطلبات التي تلقتها بعد الحادث والتي طالبت بإصدار وثائق متعلقة بالأعمال المُنجزَة على امتداد منطقة الوصل البحري، بما في ذلك:
- تقارير العيوب التي تُظهر مشاكل لوحظت أثناء الأعمال التمهيدية للنفق.
- أوامر تغيير البناء التي تثبت الإصلاحات المكلفة وتنقيحات العقود التي أُجريت بسبب وجود العيوب.
- تقارير التفتيش والوثائق الأخرى التي توضح من هم على دراية بجودة مواد البناء والصناعة.

قبل عام واحد، واجه ممثل مجلس النواب الأمريكي ستيفن لينش صعوبة في الحصول على سجلات تتعلق بالتسربات التي حدثت في نفق بيغ ديغ للجنة الكونغرس للإشراف الحكومي.

## التداعيات وآليات الاستجابة
عقب انهيار السقف، وصف المدعي العام توم رايلي النفق بمسرح الجريمة وأصدر مذكرة استدعاء إلى الشركات والأفراد المسؤولة عن بناء النفق واختباره. عاد الحاكم ميت رومني من إجازة في نيوهامبشاير للاطلاع على حالة الأنفاق.
أمر الحاكم بإغلاق الطرق المتصلة المؤدية إلى نفق قناة فورت بوينت والعديد من المنحدرات المتوجهة غربًا داخل المدينة. تسببت عمليات إغلاق هذه الطرق بازدحام شديد في جميع أنحاء المدينة إذ سعى السائقون إلى سلوك طرق بديلة من وإلى مطار لوغان الدولي والعديد من الطرق الرئيسية الأخرى. بالإضافة إلى الصعوبات التي ظهرت داخل المدينة، نفق قناة فورت بوينت ونفق تيد ويليامز الرابطان بين طريق ماساتشوستس الرئيسي والطريق رقم 93 إلى لوغان، لذا فقد أدى هذا إلى منع وصول المسافرين القادمين من خارج المدينة إلى المطار عبر خطوط اتصال رئيسية، الأمر الذي أرغمهم على البحث عن طرق بديلة كنفق كالاهان أو اتباع منعطفات كانت تمر عبر المدينة وتفتقد إشارات المرور، الأمر الذي أدى في كثير من الأحيان إلى زيادة أوقات السفر لمدة ساعة أو أكثر.
وافق المجلس التشريعي على خطة الحاكم بتولي مسؤولية الإشراف على التحقيق في الانهيار (إذ لم يتولَّ رومني منصبه إلا في عام 2003، أي بعد فترة طويلة من اتخاذ قرارات بشأن البناء، فاعتُبر خيارًا جيدًا لمحقق مستقل)، وتولى المسؤولية بدلًا من هيئة ماساتشوستس للطرق الرئيسية، بالإضافة إلى تخصيص 20 مليون دولار لفحص سلامة نظام الطريق المركزي «من البداية إلى النهاية». بناء على طلب جميع أعضاء وفد الكونغرس في ماساتشوستس، أرسل المجلس الوطني لسلامة النقل فريقًا من 6 مهندسين مدنيين إلى بوسطن لفحص موقع الحادث وتحديد ما إذا كان هناك ما يبرر إجراء تحقيق شامل.